# Seznam písní Eduarda Pergnera
Toto je seznam písní textaře Eduarda Pergnera (v letech 1972 - 1989 pod pseudonymem Boris Janíček)

## A
- A ty to víš (Jitka Zelenková) hudba: Karel Svoboda
- Andělíček (Tereza Pergnerová) hudba: Michal Penk

## B
- Básníci (Iveta Bartošová) hudba: Ondřej Soukup
- Bejvák (Tereza Pergnerová) hudba: Jan Kalousek
- Bez lásky láska není (Jitka Zelenková) hudba: Mike Joses
- Bílý dům (Jitka Zelenková) hudba: Barry Gibb
- Bílý stůl (Aleš Ulm) hudba: Zdeněk Barták
- Blázne (Jitka Zelenková) hudba: Pavel Větrovec ml.
- Blízko nás (Iveta Bartošová) hudba: Ladislav Štaidl
- Bludné lodě (Jitka Zelenková) hudba: Ondřej Soukup
- Bobeš (Jitka Zelenková) hudba: Jan Spálený
- Budeš sám jako já (Jitka Zelenková) hudba: Elton John
- Bye, bye, blues (Jitka Zelenková) hudba: F. Hamm, D. Bennett, Ch. Gray, B. Lown
- Být vločkou (Jitka Zelenková) hudba: Traditional

## C
- Cizinec na pobřeží (Jitka Zelenková) hudba: Acker Bilk
- Co den, to zázrak (Jitka Zelenková) hudba: Peter Breiner
- Co mi scházelo, jsi byla ty (Michal David) hudba: Michal David

## Č
- Čarodějnice (Jitka Zelenková) hudba: Ondřej Soukup
- Čím to, že tak kašlu (Michal David) hudba: František Janeček
- Čímkoliv tu být (Jitka Zelenková) hudba: G. Moroder, C. Bennett

## D
- Dávej, ber (Sagvan Tofi) hudba: Ján Baláž
- Dejte mi práci (Michal David) hudba: Michal David
- Děti ráje (Michal David) hudba: František Janeček
- Diamantová nevěsta (Petr Spálený) hudba: Jan Spálený
- Díra do světa I (Darina Rolincová) hudba: Ladislav Štaidl
- Diskoborci (Michal David) hudba: František Janeček
- Diskopříběh (Michal David) hudba: Michal David
- Diskžokej nepřijel (Michal David) hudba: František Janeček
- Dívko hledaná (Michal David) hudba: František Janeček
- Dny jdou (Iveta Bartošová) hudba: Karel Vágner
- Dort (Blue Effect) hudba: Radim Hladík
- Drahý vánku můj (Jitka Zelenková) hudba: Jiří Zmožek
- Dům, kde se loučíš (Miluše Voborníková) hudba: Jan Spálený

## H
- Hele, nemachruj (Michal David) hudba: František Janeček
- Hodinky (Jitka Zelenková) hudba: Jiří Zmožek
- Horší, když se neotevře padák (Michal Penk) hudba: Michal Penk
- Hůl (Olympic) hudba: Petr Janda

## Ch
- Chceš dál v mém stínu stát (Karel Gott) hudba: Joachim Heider
- Chceš se smát (Jitka Zelenková) hudba: R. M. Donald, W. Salter

## I
- Ikaros (Michal David) hudba: František Janeček

## J
- Já jsem tvůj Bůh (Michal David) hudba: Zdeněk Barták  ml.
- Já a můj rys bláznovství (Karel Černoch)
- Jak se to vůbec může stát (Jitka Zelenková) hudba: Vítězslav Hádl
- Jarní led (Jitka Zelenková) hudba: Vladimir Vysockij
- Je to blízko (Michal David) hudba: František Janeček
- Je to dej (Jitka Zelenková) hudba: Pavel Fořt
- Je třeba obout boty a pak dlouho jít (Blue Effect) hudba: Radim Hladík
- Jediná (Karel Gott) hudba: Karel Gott, Rudolf Rokl
- Jen (Michal David) hudba: Igor Jakovlevič Krutoj
- Jen mě vyzvi, lásko, na souboj (Petr Spálený) hudba: Yusuf Islam
- Jen tak (Jitka Zelenková) hudba: Evanghelos Papathanassiou
- Josefína (Petr Spálený) hudba: Jan Spálený
- Jsem asi cvok (Michal Penk) hudba: Jiří Pertl
- Jsem tady já (Jitka Zelenková, Miroslav Talián) hudba: Dario Farina

## K
- Kam (Jitka Zelenková) hudba: Ota Petřina
- Kam jdeš (Michal David) hudba: Michal David
- Kam jdou (Lešek Semelka) hudba: Jan Kubík
- Kavárna Sladký ráj (Karel Gott) hudba: Ladislav Štaidl
- Kdybys byl sám (Jitka Zelenková) hudba: Stephen Sondheim
- Když je slunce nad hlavou (Darina Rolincová) hudba: Ladislav Štaidl
- Když jsou doma galeje (Michal David) hudba: Zdeněk Barták
- Když se narodíme (Jitka Zelenková) hudba: Dario Farina
- Když tátové blbnou (Michal David) hudba: Jindřich Parma
- Klíště (Blue Effect) hudba: Radim Hladík
- Kočka (Aleš Ulm) hudba: Petr Michalík
- Koně se také střílejí (Michal Penk) hudba: Michal Penk
- Konto štěstí (Michal David, Iveta Bartošová) hudba: František Janeček

## L
- Léto (Iveta Bartošová) hudba: František Janeček
- Láska není ring (Miluše Voborníková) hudba: J. Ford, R. Hudson
- Láska se v lásce ztrácí (Karel Gott) hudba: Georg Friedrich Händel
- Láska už je za rohem (Darina Rolincová) hudba: Ladislav Štaidl
- Lásko posmutnělá (Jitka Zelenková) hudba: Bohuslav Ondráček
- Lásky žen (Marie Rottrová) hudba: Randy Newman

## M
- Má Jenny (Jakub Smolík) hudba: František Janeček
- Má kytara je bytost (Jiří Hromádka, Milan Drličiak) hudba: Milan Dyk
- Má věc (Jitka Zelenková) hudba: Jules Massenet
- Mám svůj svět (Michal David) hudba: Michal David
- Mamá (Jitka Zelenková, Jarmila Gerlová, Vlasta Kahovcová) hudba: Con Conrad
- Máma (Michal David) hudba: František Janeček
- Máme si co říct (Jitka Zelenková) hudba: Jiří Zmožek
- Máme šanci (Jitka Zelenková) hudba: Frank Stallone, Vince di Cola
- Mami (Tereza Pergnerová) hudba: Michal Penk
- Melodie zlatých vlasů (Miluše Voborníková) hudba: Pavel Krejča
- Milenci Alena Přibylová hudba: František Janeček
- Most hledání (Iveta Bartošová) hudba: Ladislav Štaidl
- Můj brácha rukuje (Michal David) hudba: František Janeček
- Můj Bůh (Bůh je dětí) (Tereza Pergnerová) hudba: K. Šoch
- Můj děda by řek (Petr Spálený) hudba: Jan Spálený

## N
- Nápis (Iveta Bartošová) hudba: Jiří Helekal
- Náš den jak víno byl (Karel Gott) hudba: Petr Iljič Čajkovskij
- Nával (Miluše Voborníková) hudba: Pavel Krejča
- Nebyl jsem ten pravý (Jakub Smolík) hudba: Jakub Smolík
- Nejhodnější (Jitka Zelenková) hudba: Jaromír Klempíř
- Největší z nálezů a ztrát (Michal David) hudba: František Janeček, Michal David
- Někdo nám do toho vlez (Jitka Zelenková) hudba: Ondřej Soukup
- Nenaříkej (Jitka Zelenková) hudba: Bohuslav Ondráček
- Není jak by bejt mělo (Jitka Zelenková) hudba: Jan Kučera
- Nesmí se stát (Iveta Bartošová) hudba: Vítězslav Hádl
- Nezájem (Miluše Voborníková) hudba: Jan Spálený
- Nic Moc (Lída Nopová, Helena Viktorínová, Marie Jakoubková) hudba: Dario Farina
- No problem no (Michal David) hudba: Zdeněk Barták ml.
- Non Stop (Michal David, později Tereza Pergnerová) hudba: Zdeněk Barták ml.

## O
- O bláznech (Michal Penk) hudba: Michal Penk
- Obyčejní tvrdohlaví lidé (Milan Drličiak) hudba: Milan Drličiak
- Odpusťte nám (Michal Penk) hudba: Michal Penk
- Oheň V sobě máš (Karel Gott) hudba: Franco Battiato, Giusto Pio, Alice Visconti
- Opřít o strom (Jitka Zelenková) hudba: Jan Neckář
- Orloj (Milan Drličiak) hudba: Milan Drličiak

## P
- Pábitelé (Karel Gott) hudba: Ladislav Štaidl
- Past na mýho tátu (Michal David) hudba: Michal David
- Pecky z blum  (Jiří Hromádka, Milan Drličiak) hudba: Van Morrison
- Peníze (Michal David) hudba: Zdeněk Barták ml.
- Píseň o štěstí (Lešek Semelka) hudba: Lešek Semelka
- Písmo lásky (Karel Gott) hudba: Pavel Větrovec, Karel Gott
- Podoba (Petr Spálený) hudba: Jan Spálený
- Pohlazení jara (Jitka Zelenková) hudba: Jan Neckář
- Pojď, půjdem spát do pohádky (Karel Gott) hudba: Antonio Vivaldi
- Portrét (Iveta Bartošová) hudba: Ondřej Soukup
- Posmutnělá (Jitka Zelenková) hudba: Bohuslav Ondráček
- Právě začínáme (Michal David) hudba: Zdeněk Barták ml.
- Prosím vás (Iveta Bartošová) hudba: Bohuslav Ondráček
- Přístav žíznících (Lešek Semelka) hudba: Jan Kubík
- Příteli můj (Jitka Zelenková) hudba: Rhonda Fleming, Janis Ian
- Ptám se lidí (Jitka Zelenková) hudba: Pavel Fořt
- Půjdu s tím (Michal David) hudba: Zdeněk Barták ml.

## R
- Rád (Jitka Zelenková) hudba: Jiří Zmožek
- Rád mám rád (Jiří Zmožek) hudba: Jiří Zmožek
- Rachot (Tereza Pergnerová) hudba: K. Šoch, L. Vyšín
- Rychlokurs (Lída Nopová, Helena Viktorínová, Marie Jakoubková) hudba: Berndt Möhrle, Christian Kolonovits

## S
- S fantazií na špacír (Jitka Zelenková) hudba: Ondřej Soukup
- Smůla bude v tom (Jitka Zelenková) hudba: Jiří Zmožek
- Spinkej (Michal Penk) hudba: Michal Penk
- Správnej čas (Michal David) hudba: Michal David
- Stín (Michal Penk) hudba: Michal Penk
- Svatba (Miluše Voborníková) hudba: Neil Sedaka
- Svět dívek (Lenka Chmelová) hudba: Buck Owens
- Svět stál (Karel Gott, Jitka Zelenková) Michael William Masser, Gerry Goffin
- Svlékání (Marie Rottrová) hudba: Jiří Urbánek

## Š
- Šílenci (Tereza Pergnerová) hudba: K. Šoch, L. Vyšín

## T
- Tak na to šlápni (Michal David) hudba: Jindřich Parma
- Tak pojď (Iveta Bartošová) hudba: Ladislav Štaidl
- Tak půjdem spát (Jitka Zelenková) hudba: Herman Hupfeld
- Tichá píseň (Iveta Bartošová) hudba: Michal Penk
- To chce milovat (Jitka Zelenková) hudba: Tomáš Kympl
- To se vám jen zdá (Jitka Zelenková) hudba: Karel Svoboda
- Touha (Miluše Voborníková) hudba: Pavel Krejča
- Trhnout se (Michal David) hudba: Michal David
- Trochu klidu (Jitka Zelenková) hudba: Ondřej Soukup
- Tvý mládí mít (Darina Rolincová a Jiří Korn) hudba: Ladislav Štaidl
- Ty mi smíš i lhát (Jitka Zelenková) hudba: Francis Albert Lai

## Ú
- Ústa plný lásky (Tereza Pergnerová) hudba: Michal Penk
- Útoč láskou (Iveta Bartošová) hudba: Michal Penk

## V
- V pravou chvíli řekni Stop (Karel Gott) hudba: Kenneth Clark Loggins, Dean Pitchford
- V tuto chvíli (Jitka Zelenková) hudba: Stevie Wonder
- V životě ne (Miluše Voborníková) hudba: Jan Spálený
- Ve slepé uličce (Michal David) hudba: František Janeček
- Věc koupená (Karel Černoch) hudba: Marvin Gaye, Renaldo Benson, Al Cleveland
- Vejdem (Michal David) hudba: Bohuslav Ondráček
- Vidím tě všude (Michal David) hudba: František Janeček
- Víra (Jitka Zelenková) hudba: Pavel Větrovec ml.
- Víš, lásko (Iveta Bartošová) hudba: Ondřej Soukup
- Vizitka (Jan Cézar, později Škwor) hudba: František Janeček
- Vyprávění v pokoji (Jitka Zelenková) hudba: Amanda Mc Broom
- Vzývám dárce lásky (Michal Penk) hudba: Michal Penk

## Z
- Zabitej čas (Michal David) hudba: František Janeček
- Zákaz (Darina Rolincová) hudba: Ondřej Soukup
- Závod s mládím (Iveta Bartošová) hudba: Michal Penk
- Zázemí (Jitka Zelenková) hudba: Neil Sedaka
- Známej klan (Josef Laufer) hudba: Maurice White
- Zpívání (Jitka Zelenková) hudba: Roy Orbison
- Zvláštní ráj (Jitka Zelenková) hudba: Tomáš Kympl

## Ž
- Žádná bouřka věčně netrvá (Michal David) hudba: Jindřich Parma